# 有吉のお金発見 突撃!カネオくん
『有吉のお金発見 突撃！カネオくん』（ありよしのおかねはっけん とつげき！カネオくん）は、2019年4月6日からNHK総合テレビジョンで放送されている教養バラエティ番組。有吉弘行の冠番組。

## 概要
有吉弘行と日直アシスタントの田牧そらが、ノブ（千鳥）が声優を担当する番組キャラクターのカネオくんとともに、日ごろ興味はあるが、なかなか聞くことができない「お金にまつわる秘密」を掘り下げていく 教養バラエティ番組である。単発特別番組では当初、田牧の役回りが回によって異なる別の子役タレントであり、『有吉・〇〇ちゃん（くん）のお金発見 突撃！カネオくん』と〇〇部分にその回に出演する日直アシスタントの名前を入れた番組タイトルで放送されていた。単発時代の途中から日直アシスタントは田牧に固定され、レギュラー化した後もそのまま続投している。「日直アシスタント」の肩書きはその名残である。
2018年3月以降の6回の単発特別番組を経て、2019年4月6日からレギュラー放送が開始された。有吉は過去にNHK Eテレでレギュラー番組のMC出演をしていたが、NHK総合では初めてのレギュラーMC番組となった。
2020年5月30日放送分から7月11日放送分までは、新型コロナウイルスの影響によるソーシャルディスタンスを保つため、カネオくんのいる世界に入ったという設定で、出演者はブルーバックの個別のスペースで青い服を着て顔だけを出し、カネオくんの世界のアニメーションの体に合成される状態で収録された。
2021年の7月・8月・9月は「2020年東京オリンピック・パラリンピック」の関係で月1回のみの放送になった。2022年の2月も「2022年北京オリンピック」の関係で月1回のみの放送になった。
放送後にNHKオンデマンドにて有料配信を実施しているが、2019年10月5日放送分より民放公式の動画配信サービスであるTVerにて1週間限定の無料配信、2020年3月7日放送分より、NHKプラスにて同時配信・見逃し配信を開始した。
番組の取材先に民間企業が登場することも多く、社名・商品名は原則伏せられている。
2022年4月改編で、土曜20:55 - 22:00枠での『サタデーウオッチ9』の放送開始に伴い、これまで20:45 - 21:00枠の15分番組として放送されていたニュース・気象情報が20:50 - 20:55枠（ローカル枠）の5分に縮小、当番組の放送時間が拡大され20:15 - 20:50の35分番組になった。なお、毎月最終週の該当時間帯に『発想転換!世界を変えるシン・キング』が放送されるため、その週は休止となった。
2024年4月改編で、『サタデーウオッチ9』が21時00分開始に変更となり、20:50 - 20:55枠で放送されていたニュース・気象情報（ローカル枠）も5分繰り下げになるため、当番組の放送時間が5分拡大され20:15 - 20:55の40分番組になった。なお、再放送枠は拡大しておらず、35分に編集して放送されている。
2025年4月改編で、土曜19:30 - 20:00枠に『ブラタモリ』が1年ぶりにレギュラー番組として復活し、現在19:30 - 20:15枠で放送されている『新プロジェクトX〜挑戦者たち〜』が20時00分開始に変更になるため、当番組は日曜18:05 - 18:43枠に移動した。

## 出演者
MC
- 有吉弘行

日直アシスタント
- 田牧そら[5][11] - 単発特番 第4弾から

ゲスト
- 通常は3人、73分スペシャルの場合は4～5人。冒頭に「お金が大好きな方々」と紹介される。
- 伊集院光 - 準レギュラー。特筆事項として、出演する度に田牧そらにテーマにまつわる うんちくをねだられ、番組の最後にうんちくを披露する。

進行
- カネオくん - （声：ノブ〈千鳥〉[2])

お金が大好きで、声のクセが強い、頭部が「がま口財布」の形をしている番組のキャラクター（リスがモチーフ）。「財布の妖精」とも称される。腹黒い話をするときにはがま口が開くが、その中にも顔がある。通常はピンクのブレザーに半ズボン姿だが、取材VTR内では場所に合わせて衣装が変化する（作業服やクリーンルーム用無塵服など）。
「チコちゃんに追い付き追い越せ」がモットー。通して見るだけであらゆるモノの価格や価値が判る望遠鏡「カネオスコープ」を装備している。遠方での取材時は列車や飛行機の屋根に乗って移動する。
アニメ調の3DCGで描かれており、スタジオ内では中央の透明ディスプレーに映し出されている。レギュラー化後は、スタジオ隅のブースでカネオくんの声を当てている千鳥ノブの様子が時折映し出されている。
同局の番組『チコちゃんに叱られる!』のキャラクター、チコちゃんを「チコ姉さん」と呼んでいる。他にも有名キャラクターを引き合いに出す際に「○○先輩」と呼ぶことがある。
後ろ姿しか見せていない母親がいる。
- オギオくん - （声：小木博明〈おぎやはぎ〉)

カネオくんの代役。2022年8月13日放送回（78分スペシャル）に登場。2024年11月23日の特番『有吉の世界の子どもたちに突撃!カネオくんファミリー』に登場。
- ザキオくん - （声：山崎弘也〈アンタッチャブル〉)

カネオくんの代役。2022年8月27日、9月24日放送回に登場。
- ニシオくん - （声：西田幸治〈笑い飯〉）

『有吉の世界の子どもたちに突撃!カネオくんファミリー』、『突撃！カネオくん　子どもも大人も夢中！最新ゲームのヒミツ』に登場。
ナレーション
- 小坂由里子

過去の出演者(日直アシスタント)
- 鈴木福 - 単発特番 第1弾 - 第2弾
- 本田望結 - 単発特番 第3弾

## 番組テーマ曲
- 銭＄ソング〜マンダム親子のテーマ（白木みのる）
  - 古谷三敏の漫画『マンダム親子』のイメージソング。

## 放送時間

### 現在の放送時間
本放送
- 日曜日 18:05 - 18:43（2025年4月 - ）

再放送
- 土曜日 10:05 - 10:40（近畿地方を除く）

### 過去の放送時間など
本放送
- 土曜日 20:15 - 20:45（近畿地方のみ最終週を除く）[1]（2019年4月6日 - 2022年3月26日）
  - 近畿地方は2021年4月以降、毎月1回関西ローカルのバラエティ番組『関西"愛"認定バラエティー ちゃうんちゃう?』に差し替えられる（初回放送は2021年4月24日、以降は原則として毎月最終週）[16][17]。
- 土曜日 20:15 - 20:50（近畿地方のみ最終週を除く）（2022年4月2日 - 2024年3月16日）
  - 毎月最終週は該当時間帯に『発想転換!世界を変えるシン・キング』を放送するため休止[8][9]。近畿地方は、毎月1回関西ローカルのバラエティ番組『関西"愛"認定バラエティー ちゃうんちゃう?』に差し替えられる。
  - 2023年5月27日は最終週ながら本番組が放送されるが、広島県（NHK広島放送局）では『CONNECT・検証! G7広島サミット』を放送するため[注 3][注 4]、6月3日（土曜日）9:30 - 10:00の再放送分が本放送扱いとなる。このため、前回放送分では本放送・再放送とも次回予告を広島局からの告知と『CONNECT』の予告に差し替えていた。
- 土曜日 20:15 - 20:55（2024年4月13日 - 2025年3月）

再放送
- 月曜日 23:50 - 火曜日 0:20[1]（2019年度 - 2020年度）
- 月曜日 23:40 - 火曜日 0:08（2021年度、東海・北陸地方を除く）
  - 東海・北陸地方は『Uta-Tube』（再放送、23:40 - 0:00）などに差し替えられる。
- 土曜日 9:30 - 10:00[1]（2022年度 - 2023年度、長野県、東海・北陸地方、東北地方を除く）
  - 長野県は『知るしん 信州を知るテレビ』（再放送、2021年度から）[16]、東海・北陸地方は『ナビゲーション』（再放送・9:30 - 9:55、2020年度から）など[16]、東北地方は『ドキュメント72時間』（土曜日再放送の7日遅れ、『大好き♡東北 定禅寺しゃべり亭』放送に伴う振替放送）[16] に差し替えられる。
- 土曜日 9:00 - 9:30[18]（青森県、山形県を除く）
  - 青森県は『あおもりもりもり』、山形県は『やまホリ』に差し替えられる。
- 2024年度から土曜日 10:05 - 10:35[19]

地域別の差し替え放送
- 東北地方：被災地からの声（再放送・土曜日、2019年度、2024年度）
- 近畿地方：ひむバス!（土曜日、2025年度）

## 放送リスト

### パイロット版
| パイロット版              | パイロット版     | パイロット版                     | パイロット版                                                         | パイロット版 |
| 放送日                    | 日直アシスタント | ゲスト                           | 番組名/放送時間                                                      |              |
| ------------------------- | ---------------- | -------------------------------- | -------------------------------------------------------------------- | ------------ |
| 2018年 3月24日（土曜日）  | 鈴木福           | 高橋英樹、田中美佐子、岡田結実   | 「有吉・福くんのお金発見 突撃!カネオくん」 20:15 - 20:45（30分）     |              |
| 2018年 5月3日（木曜日）   | 鈴木福           | キャシー中島、村上佳菜子、中尾彬 | 「有吉・福くんのお金発見 突撃!カネオくん」 20:15 - 20:45（30分）     |              |
| 2018年 8月9日（木曜日）   | 本田望結         | 中尾彬、三田寛子、丸山桂里奈     | 「有吉・望結ちゃんのお金発見 突撃!カネオくん」 19:30 - 19:58（28分） |              |
| 2018年 10月20日（土曜日） | 田牧そら         | 長嶋一茂、松本伊代、ギャル曽根   | 「有吉・そらちゃんのお金発見 突撃!カネオくん」 20:15 - 20:45（30分） |              |
| 2018年 12月8日（土曜日）  | 田牧そら         | 岡井千聖、岡江久美子、中尾彬     | 「有吉・そらちゃんのお金発見 突撃!カネオくん」 20:15 - 20:45（30分） |              |
| 2018年 12月15日（土曜日） | 田牧そら         | 池波志乃、草野仁、鈴木奈々       | 「有吉・そらちゃんのお金発見 突撃!カネオくん」 20:15 - 20:45（30分） |              |

### レギュラー版

#### 土曜 20:15 - 20:45 時代
| 2019年（平成31年→令和元年） | 2019年（平成31年→令和元年） | 2019年（平成31年→令和元年） | 2019年（平成31年→令和元年）                   | 2019年（平成31年→令和元年）                                      | 2019年（平成31年→令和元年）                       |
| 回                          | 放送日                      | 日直アシスタント            | サブタイトル                                  | ゲスト                                                           | 備考                                              |
| --------------------------- | --------------------------- | --------------------------- | --------------------------------------------- | ---------------------------------------------------------------- | ------------------------------------------------- |
| 1                           | 4月6日                      | 田牧そら                    | 「朝ドラ舞台裏に潜入&広瀬すずの疑問大調査」   | 高畑淳子、戸次重幸、武井壮、若槻千夏、犬飼貴丈                   | 73分スペシャル （19:30 - 20:43）                  |
| 2                           | 4月13日                     | 田牧そら                    | 「“すしネタの王様”マグロのお金の秘密」        | 高橋英樹、ギャル曽根、池田美優                                   |                                                   |
| 3                           | 4月20日                     | 田牧そら                    | 「JAXAに潜入!宇宙のお金の事情を大調査」       | 伊集院光、中川翔子、秋元真夏                                     |                                                   |
| 4                           | 4月27日                     | 田牧そら                    | 「大型連休突入!空港&飛行機のお金の秘密」      | 北斗晶、眞鍋かをり、塚田僚一（A.B.C-Z）                          |                                                   |
| 5                           | 5月4日                      | 田牧そら                    | 「新元号令和で硬貨に変化!造幣局に突撃SP」     | 森昌子、森永卓郎、鈴木拓（ドランクドラゴン）、関根麻里、岡田結実 | 73分スペシャル （19:30 - 20:43）                  |
| 6                           | 5月18日                     | 田牧そら                    | 「“人間ドック”にまつわるお金事情を大調査」    | 哀川翔、田中律子、鈴木奈々                                       |                                                   |
| 7                           | 5月25日                     | 田牧そら                    | 「“忘れ物”にまつわるお金事情に迫る!」         | 伊集院光、坂下千里子、ゆきぽよ                                   |                                                   |
| 8                           | 6月1日                      | 田牧そら                    | 「“父の日”緊急企画!パパのおこづかい事情」     | 中尾彬、北斗晶、濱口優（よゐこ）                                 |                                                   |
| 9                           | 6月8日                      | 田牧そら                    | 「なぜ高い?“結婚式”のお金の疑問を大調査」     | IKKO、カンニング竹山、藤本美貴                                   |                                                   |
| 10                          | 6月22日                     | 田牧そら                    | 「子どもの習い事の定番!“ピアノ”のお金の秘密」 | 草野仁、ふかわりょう、百田夏菜子（ももいろクローバーZ）          |                                                   |
| 11                          | 6月29日                     | 田牧そら                    | 「最新!ペットのお金事情・激カワ犬&猫登場」    | 山崎弘也（アンタッチャブル）、神田松之丞、青山テルマ             |                                                   |
| 12                          | 7月13日                     | 田牧そら                    | 「意外と知らない“新幹線”のお金の秘密」        | 柳沢慎吾、木下優樹菜、松井玲奈                                   |                                                   |
| 13                          | 7月20日                     | 田牧そら                    | 「出版不況の救世主!?バカ売れ本のお金の秘密」  | やくみつる、小峠英二（バイきんぐ）、須田亜香里                   |                                                   |
| 14                          | 7月27日                     | 田牧そら                    | 「夏の帰省ラッシュ直前!高速道路のお金事情」   | 石原良純、カンニング竹山、川田裕美                               |                                                   |
| 15                          | 8月10日                     | 田牧そら                    | 「みんな大好き!レジャープールのお金の秘密」   | 村上弘明、澤部佑（ハライチ）、藤田ニコル                         |                                                   |
| 16                          | 8月31日                     | 田牧そら                    | 「外国人観光客のお金の使い道を大調査SP！」    | 田中美奈子、片岡愛之助、中岡創一（ロッチ）、ベック               | 73分スペシャル （19:30 - 20:43）                  |
| 17                          | 9月14日                     | 田牧そら                    | 「MGC直前!マラソン界の劇的進化を大調査」      | 松野明美、武井壮、新川優愛                                       | MGC直前特番放送に伴い45分前倒し （19:30 - 19:58） |
| 18                          | 9月21日                     | 田牧そら                    | 「スゴい日本の技術!海底トンネルのお金事情」   | 伊集院光、鈴木砂羽、箕輪はるか（ハリセンボン）                   |                                                   |
| 19                          | 9月28日                     | 田牧そら                    | 「進化が止まらない“天気予報”のお金の秘密」    | 高橋英樹、山崎弘也（アンタッチャブル）、眞鍋かをり               |                                                   |
| 20                          | 10月5日                     | 田牧そら                    | 「いま球場が劇的進化!野球観戦のお金の秘密」   | 榊原郁恵、やくみつる、池田美優                                   |                                                   |
| 21                          | 10月19日                    | 田牧そら                    | 「新米がオイシイ!最新コメ作りのお金の秘密」   | 中村芝翫、田中卓志（アンガールズ）、ギャル曽根                   |                                                   |
| 22                          | 11月2日                     | 田牧そら                    | 「スーパーマーケットのお金&ウラ側を大調査」   | 布川敏和、北斗晶、澤部佑（ハライチ）                             |                                                   |
| 23                          | 11月9日                     | 田牧そら                    | 「冬なのにホット!サウナのお金の秘密」         | 小木博明（おぎやはぎ）、大島優子、筧美和子                       |                                                   |
| 24                          | 11月16日                    | 田牧そら                    | 「“激辛（げきから）”ブームのお金の秘密」      | 関根勤、伊集院光、鈴木亜美                                       |                                                   |
| 25                          | 12月7日                     | 田牧そら                    | 「冬の必需品!あったかインナーのお金の秘密」   | 渡辺徹、山崎弘也（アンタッチャブル）、雛形あきこ                 |                                                   |
| 26                          | 12月14日                    | 田牧そら                    | 「令和最初のお正月直前!おせちのお金の秘密」   | 高橋英樹、雨宮塔子、児嶋一哉（アンジャッシュ）                   |                                                   |

| 2020年（令和2年） | 2020年（令和2年） | 2020年（令和2年） | 2020年（令和2年）                             | 2020年（令和2年）                                                         | 2020年（令和2年）                     |
| 回                | 放送日            | 日直アシスタント  | サブタイトル                                  | ゲスト                                                                    | 備考                                  |
| ----------------- | ----------------- | ----------------- | --------------------------------------------- | ------------------------------------------------------------------------- | ------------------------------------- |
| 27                | 1月4日            | 田牧そら          | 「大河ドラマ『麒麟がくる』がくるぞSP」        | かたせ梨乃、檀れい、徳重聡、西村まさ彦、山崎弘也（アンジャッシュ）        | 73分スペシャル （19:30 - 20:43）      |
| 28                | 1月11日           | 田牧そら          | 「いま大人気!最近キッチンカーのお金の秘密」   | 中尾彬、小峠英二（バイきんぐ）、SHELLY                                    |                                       |
| 29                | 1月18日           | 田牧そら          | 「街にあふれる最新ディスプレーのお金の秘密」  | 高畑淳子、伊集院光、岸優太                                                |                                       |
| 30                | 1月25日           | 田牧そら          | 「美・ボディが大ブーム!筋トレのお金の秘密」   | 榊原郁恵、釈由美子、藤森慎吾（オリエンタルラジオ）                        |                                       |
| 31                | 2月1日            | 田牧そら          | 「進化が止まらない!自動販売機のお金の秘密」   | 鈴木浩介、若槻千夏、カズレーザー（メイプル超合金）                        |                                       |
| 32                | 2月8日            | 田牧そら          | 「世界で人気!さっぽろ雪まつりのお金の秘密」   | 伊集院光、松岡昌宏（TOKIO）、すみれ                                       |                                       |
| 33                | 2月15日           | 田牧そら          | 「忙しい食生活の味方！冷凍食品のお金の秘密」  | 北斗晶、柴田英嗣（アンタッチャブル）、小倉優子                            |                                       |
| 34                | 2月22日           | 田牧そら          | 「大行列の大ブーム！高級食パンのお金の秘密」  | かたせ梨乃、吉村崇（平成ノブシコブシ）、ファーストサマーウイカ            |                                       |
| 35                | 2月29日           | 田牧そら          | 「一挙公開！“クセあり”お仕事のお金の秘密」    |                                                                           | 総集編                                |
| 36                | 3月7日            | 田牧そら          | 「老若男女に大人気！ボウリングのお金の秘密」  | 松木安太郎、小木博明（おぎやはぎ）、IMALU                                 |                                       |
| 37                | 3月14日           | 田牧そら          | 「蔵出しカネオくん!世界もビックリSP」         |                                                                           | 未公開＆アンコール 特別編             |
| 38                | 3月21日           | 田牧そら          | 「新学期直前!小学生のお金の秘密に突撃SP」     | 哀川翔、坂下千里子、澤部佑（ハライチ）、前田敦子、トラウデン直美          |                                       |
| 39                | 4月4日            | 田牧そら          | 「劇的進化!競泳ニッポンのお金のヒミツ」       | 高畑淳子、秋山竜次（ロバート）、松田丈志                                  |                                       |
| 40                | 4月11日           | 田牧そら          | 「みんな大好き!水族館のお金の秘密を大調査」   | 神田伯山、田中卓志（アンガールズ）、若槻千夏                              |                                       |
| 41                | 4月18日           | 田牧そら          | 「劇的進化!コインランドリーのお金の秘密」     | 高島礼子、伊集院光、ファーストサマーウイカ                                |                                       |
| 42                | 4月25日           | 田牧そら          | 「進化し続ける国産イチゴのお金のヒミツ」      | 梅沢富美男、木下ほうか、高梨臨                                            |                                       |
| 43                | 5月2日            | 田牧そら          | 「おうちの時間を楽しもう!特別編」             |                                                                           | (高給食パン・パックごはん.再編集)     |
| 44                | 5月16日           | 田牧そら          | 「おうちの時間を楽しもう!特別編」             |                                                                           | (飲み物自販機・子ども向け雑誌.再編集) |
| 45                | 5月23日           | 田牧そら          | 「おうちの時間を楽しもう!特別編」             |                                                                           | (キッチンカー・フードデリバー.再編集) |
| 46                | 5月30日           | 田牧そら          | 「最新技術で劇的進化!首都高の最新お金事情」   | 伊集院光                                                                  |                                       |
| 47                | 6月6日            | 田牧そら          | 「ファミリーに大人気!キャンプのお金の秘密」   | 澤部佑（ハライチ）                                                        |                                       |
| 48                | 6月13日           | 田牧そら          | 「進化する癒しのアイテム!花のお金の秘密」     | 北斗晶                                                                    |                                       |
| 49                | 7月11日           | 田牧そら          | 「日本人9割のお悩み!? 睡眠のお金の秘密」      | 小木博明（おぎやはぎ）                                                    |                                       |
| 50                | 7月18日           | 田牧そら          | 「ただいま人気急上昇中!? ダムのお金の秘密」   | かたせ梨乃、伊集院光                                                      |                                       |
| 51                | 7月25日           | 田牧そら          | 「みんな大好き！からあげのお金のヒミツ」      | 小杉竜一（ブラックマヨネーズ）、若槻千夏                                  |                                       |
| 52                | 8月1日            | 田牧そら          | 「“夏の風物詩”のおカネ事情に突撃!SP」         | 高畑淳子、大悟（千鳥）、池田美優                                          | 73分スペシャル （19:30 - 20:43）      |
| 53                | 8月22日           | 田牧そら          | 「お宝が眠る!? 深海のお金の秘密」             | 伊集院光、山崎弘也（アンタッチャブル）、岡田結実                          |                                       |
| 54                | 8月29日           | 田牧そら          | 「さわやか&激アツ!国産レモンのお金の秘密」    | 井森美幸、小杉竜一（ブラックマヨネーズ）、広末涼子                        |                                       |
| 55                | 9月19日           | 田牧そら          | 「子供も大人も大興奮!恐竜の化石のお金の秘密」 | 榊原郁恵、カズレーザー（メイプル超合金）、玉井詩織（ももいろクローバーZ） |                                       |
| 56                | 9月26日           | 田牧そら          | 「劇的進化中!レトルトカレーのお金の秘密」     | かたせ梨乃、渡辺徹、秋山竜次（ロバート）                                  |                                       |
| 57                | 10月3日           | 田牧そら          | 「おうち時間で売れまくり!缶詰のお金の秘密」   | 高畑淳子、山崎弘也（アンタッチャブル）、眞鍋かをり                        |                                       |
| 58                | 10月10日          | 田牧そら          | 「秋のスイーツの王道!焼き芋のお金の秘密」     | 荻野目洋子、川島明（麒麟）、ギャル曽根                                    |                                       |
| 59                | 10月17日          | 田牧そら          | 「空き巣から守る強い味方!カギのお金の秘密」   | 高島礼子、小峠英二（バイきんぐ）、若槻千夏                                |                                       |
| 60                | 10月24日          | 田牧そら          | 「秋の味覚の王様!キノコのお金の秘密」         | 沢村一樹、島崎和歌子、河北麻友子                                          |                                       |
| 61                | 10月31日          | 田牧そら          | 「癒やし革命が止まらない!トイレのお金の秘密」 | 北斗晶、塚地武雅（ドランクドラゴン）、関根麻里                            |                                       |
| 62                | 11月7日           | 田牧そら          | 「空前の大ブーム!おうち焼き肉のお金の秘密」   | 伊集院光、つるの剛士、野々村友紀子                                        |                                       |
| 63                | 11月14日          | 田牧そら          | 「暮らしの要!地下鉄のお金の秘密」             | カンニング竹山、矢田亜希子、重盛さと美                                    |                                       |
| 64                | 11月21日          | 田牧そら          | 「生活に欠かせない!おいしい水のお金の秘密」   | 牧瀬里穂、柴田英嗣（アンタッチャブル）、森泉                              |                                       |
| 65                | 12月5日           | 田牧そら          | 「冬の街を彩る!イルミネーションのお金の秘密」 | 薬丸裕英、高橋茂雄（サバンナ）、藤田ニコル                                |                                       |
| 66                | 12月12日          | 田牧そら          | 「大ブーム!“新世代“コーヒーのお金の秘密」     | 勝村政信、小木博明（おぎやはぎ）、若槻千夏                                |                                       |
| 67                | 12月26日          | 田牧そら          | 「“冬の風物詩“お金のヒミツSP」                | かたせ梨乃、児嶋一哉（アンジャッシュ）、ギャル曽根、増田貴久（NEWS）      | 73分スペシャル （19:30 - 20:43）      |

| 2021年（令和3年） | 2021年（令和3年） | 2021年（令和3年） | 2021年（令和3年）                             | 2021年（令和3年） | 2021年（令和3年）                   | 2021年（令和3年） |
| 回                | 放送日            | 日直アシスタント  | サブタイトル                                  | ゲスト | 備考                                |                   |
| ----------------- | ----------------- | ----------------- | --------------------------------------------- | --- | ----------------------------------- | ----------------- |
| 68                | 1月9日            | 田牧そら          | 「みんな大好き！ポテトチップスのお金の秘密」  | 伊集院光、井森美幸、百田夏菜子（ももいろクローバーZ）                                                                                    |                                     |                   |
| 69                | 1月16日           | 田牧そら          | 「定番のレジ横菓子!ひと粒チョコのお金の秘密」 | 井森美幸、草薙航基（宮下草薙）、百田夏菜子（ももいろクローバーZ）                                                                        |                                     |                   |
| 70                | 1月23日           | 田牧そら          | 「特別編!未公開シーンも一挙公開」             | かたせ梨乃、児嶋一哉（アンジャッシュ）、ギャル曽根、増田貴久（NEWS）、牧瀬里穂、筧美和子、北斗晶、関根麻里、塚地武雅（ドランクドラゴン） |                                     |                   |
| 71                | 1月30日           | 田牧そら          | 「お風呂の強い味方!入浴剤のお金の秘密」       | 牧瀬里穂、飯尾和樹（ずん）、筧美和子 |                                     |                   |
| 72                | 2月6日            | 田牧そら          | 「新サービス続々登場!美容院のお金の秘密」     | 榊原郁恵、武井壮、小倉優子 |                                     |                   |
| 73                | 2月13日           | 田牧そら          | 「意外と知らないクリーニングのお金の秘密」    | 高畑淳子、カズレーザー（メイプル超合金）、若槻千夏                                                                                       |                                     |                   |
| 74                | 2月20日           | 田牧そら          | 「みんな大好き!カップ麺のお金の秘密」         | 野口健、田中卓志（アンガールズ）、ギャル曽根                                                                                             |                                     |                   |
| 75                | 4月3日            | 田牧そら          | 「お家時間で注目!ボードゲームのお金の秘密」   | 伊集院光、前園真聖、筧美和子 |                                     |                   |
| 76                | 4月10日           | 田牧そら          | 「日本が誇る調味料!しょうゆのお金の秘密」     | 北斗晶、山崎弘也（アンタッチャブル）、矢田亜希子                                                                                         | 緊急報道の為、3月20日より繰越放送。 |                   |
| 77                | 4月17日           | 田牧そら          | 「新ビジネスが続々登場!駅ナカのお金の秘密」   | 吉村崇（平成ノブシコブシ）、尾上松也、市川紗椰                                                                                           |                                     |                   |
| 78                | 4月24日           | 田牧そら          | 「みんなの憧れ!ダイヤモンドのお金の秘密!」    | かたせ梨乃、小木博明（おぎやはぎ）、柏木由紀                                                                                             |                                     |                   |
| 79                | 5月1日            | 田牧そら          | 「生活が激変!?3Dプリンターのお金の秘密」      | 高畑淳子、劇団ひとり、北乃きい |                                     |                   |
| 80                | 5月22日           | 田牧そら          | 「時代に合わせて劇的進化!地図のお金の秘密」   | 榊原郁恵、カズレーザー（メイプル超合金）、山之内すず                                                                                     |                                     |                   |
| 81                | 5月29日           | 田牧そら          | 「毎日の生活に欠かせない!水道のお金の秘密」   | 柴田英嗣（アンタッチャブル）、奥菜恵、河合郁人                                                                                           |                                     |                   |
| 82                | 6月12日           | 田牧そら          | 「みんな大好き!とろ〜りチーズのお金の秘密」   | 本上まなみ、DAIGO、藤田ニコル |                                     |                   |
| 83                | 6月19日           | 田牧そら          | 「みんな大好き!とろ〜りチーズのお金の秘密」   | 本上まなみ、DAIGO、藤田ニコル |                                     |                   |
| 84                | 6月26日           | 田牧そら          | 「これまでのクセ強いシーンをプレイパック!」   | かたせ梨乃、石原良純、沢村一樹、島崎和歌子、河北麻友子、高島礼子、若槻千夏、小峠英二（バイきんぐ）、勝村政信、小木博明（おぎやはぎ）     |                                     |                   |
| 85                | 7月17日           | 田牧そら          | 「大注目!ホームセンターのお金の秘密」         | 榊原郁恵、森泉、カズレーザー（メイプル超合金）                                                                                           |                                     |                   |
| 86                | 8月21日           | 田牧そら          | 「東京パラリンピック直前SP!」                 | 高島礼子、武井壮、潮田玲子 |                                     |                   |
| 87                | 9月25日           | 田牧そら          | 「みんな大好き!アイスのお金の秘密」           | IKKO、柴田英嗣（アンタッチャブル）、王林                                                                                                 |                                     |                   |
| 88                | 10月2日           | 田牧そら          | 「巣ごもり需要で注目!冷凍食品のお金の秘密」   | 藤本美貴、ウエンツ瑛士、河合郁人 | 緊急報道の為、7月3日より繰越放送    |                   |
| 89                | 10月9日           | 田牧そら          | 「生活の要!地下鉄のお金の秘密 第2弾」         | 北斗晶、カンニング竹山、市川紗椰 |                                     |                   |
| 90                | 10月16日          | 田牧そら          | 「極限の地で日本人が活躍!探検のお金の秘密」   | 眞鍋かをり、カズレーザー（メイプル超合金）、河合郁人                                                                                     |                                     |                   |
| 91                | 10月23日          | 田牧そら          | 「超過酷な犬ぞり北極調査!探検のお金の秘密」   | 眞鍋かをり、カズレーザー（メイプル超合金）、河合郁人                                                                                     |                                     |                   |
| 92                | 10月30日          | 田牧そら          | 「食欲の秋にピッタリ!干物のお金の秘密」       | 伊集院光、藤本美貴、加藤シゲアキ |                                     |                   |
| 93                | 11月6日           | 田牧そら          | 「世界が大注目!リモート技術のお金の秘密」     | 高畑淳子、カズレーザー（メイプル超合金）、神田沙也加                                                                                     |                                     |                   |
| 94                | 11月20日          | 田牧そら          | 「大注目!eスポーツのお金の秘密」              | 小宮浩信（三四郎）、塚田僚一（A.B.C-Z）、えなこ                                                                                          |                                     |                   |
| 95                | 11月27日          | 田牧そら          | 「臭うけどおいしい!ニンニクのお金の秘密」     | 博多華丸（博多華丸・大吉）、高橋みなみ、池田美優                                                                                         |                                     |                   |
| 96                | 12月4日           | 田牧そら          | 「みんな大好き!"のり"のお金の秘密」           | 陣内智則、山田孝之、百田夏菜子（ももいろクローバーZ）                                                                                    |                                     |                   |
| 97                | 12月11日          | 田牧そら          | 「生活に欠かせない"段ボール"のお金の秘密」    | 沢村一樹、眞鍋かをり、中山優馬 |                                     |                   |
| 98                | 12月25日          | 田牧そら          | 「クリスマス72分SP」                          | 山崎弘也（アンタッチャブル）、DAIGO、伊沢拓司、髙橋ひかる                                                                                | 冬の特大スペシャル                  |                   |

| 2022年（令和4年） | 2022年（令和4年） | 2022年（令和4年） | 2022年（令和4年）                           | 2022年（令和4年）                                                          | 2022年（令和4年） | 2022年（令和4年） |
| 回                | 放送日            | 日直アシスタント  | サブタイトル                                | ゲスト                                                                     | 備考 |                   |
| ----------------- | ----------------- | ----------------- | ------------------------------------------- | -------------------------------------------------------------------------- | --- | ----------------- |
| 99                | 1月8日            | 田牧そら          | 「子どもも大人も夢中!図鑑のお金のヒミツ」   | 市川猿之助、カンニング竹山、釈由美子                                       | |                   |
| 100               | 1月15日           | 田牧そら          | 「食の大発明!カニカマのお金のヒミツ」       | 伊集院光、井森美幸、小池徹平                                               | |                   |
| 101               | 1月22日           | 田牧そら          | 「"地元愛され飲食チェーン店"のお金の秘密」  | 森崎博之、秋山竜次（ロバート）、百田夏菜子（ももいろクローバーZ）          | |                   |
| 102               | 1月29日           | 田牧そら          | 「火事から命を守る!消防のお金の秘密」       | かたせ梨乃、カズレーザー（メイプル超合金）、若槻千夏                       | |                   |
| 103               | 2月26日           | 田牧そら          | 「みんな大好き!バナナのお金の秘密!」        | 山崎弘也（アンタッチャブル）、坂下千里子、重岡大毅                         | |                   |
| 104               | 3月5日            | 田牧そら          | 「地球を舞台に大冒険!ベストセレクション」   |                                                                            | 73分スペシャル。20分繰り下げ放送（19:50 - 21:03）。 5月5日8:15 - 9:28の枠にて再放送。                                                             |                   |
| 105               | 3月12日           | 田牧そら          | 「ここまで進化!図書館のお金のヒミツ」       | 榊原郁恵、山崎弘也（アンタッチャブル）、加藤シゲアキ                       | |                   |
| 106               | 3月19日           | 田牧そら          | 「マグロの王様!本マグロのお金の秘密」       | IKKO、吉村崇（平成ノブシコブシ）、若槻千夏                                 | |                   |
| 107               | 3月26日           | 田牧そら          | 「国語辞典のお金の秘密」                    | かたせ梨乃、秋山竜次（ロバート）、京本大我                                 | ここまで20:15 - 20:45での放送。 |                   |
| 108               | 4月2日            | 田牧そら          | 「技術の大進化て解明!古代遺跡のお金の秘密」 | 井森美幸、飯尾和樹（ずん）、藤田ニコル                                     | ここから20:50まで5分拡大。 |                   |
| 109               | 4月9日            | 田牧そら          | 「劇的進化!"サービスエリア"のお金の秘密」   | 高畑淳子、柴田英嗣（アンタッチャブル）、秋元真夏                           | |                   |
| 110               | 4月16日           | 田牧そら          | 「今大注目!“宇宙ビジネス”のお金の秘密」     | 北斗晶、劇団ひとり、森泉                                                   | |                   |
| 111               | 4月23日           | 田牧そら          | 「世界一高い山“エベレスト"のお金の秘密」    | 釈由美子、カズレーザー（メイプル超合金）、ウエンツ瑛士                     | |                   |
| 112               | 5月14日           | 田牧そら          | 「特別編 子どもたちの声を聴こうSP」         | 小木博明（おぎやはぎ）、坂下千里子、杉浦太陽                               | NHKが同時期に行っていた大型キャンペーン企画「君の声が聴きたい」の一環として制作。 2分繰り下げ・短縮放送（20:17 - 20:50）。                        |                   |
| 113               | 5月21日           | 田牧そら          | 「スイーツに不可欠!生クリームのお金の秘密」 | 高橋克典、平子祐希（アルコ&ピース）、ギャル曽根                            | |                   |
| 114               | 5月28日           | 田牧そら          | 「生活の必需品!”ティッシュ“のお金の秘密」   | カンニング竹山、若槻千夏、RIKU                                             | |                   |
| 115               | 6月11日           | 田牧そら          | 「価格が高騰!"金"のお金の秘密」             | 東山紀之、伊集院光、丹生明里（日向坂46）                                   | |                   |
| 116               | 6月25日           | 田牧そら          | 「続々と建設中!高層ビルのお金の秘密」       | 田中直樹（ココリコ）、須田亜香里、長尾謙社（なにわ男子）                   | |                   |
| 117               | 7月2日            | 田牧そら          | 「生活に欠かせない"路線バス"のお金の秘密」  | 田中律子、大沢あかね、岩井勇気（ハライチ）                                 | |                   |
| 118               | 7月16日           | 田牧そら          | 「空前のブームが到来!あんこのお金の秘密」   | 伊集院光、勝村政信、長濱ねる                                               | |                   |
| 119               | 7月23日           | 田牧そら          | 「重機!重機!重機!モンスター重機に迫る!」    | 渡辺徹、柴田英嗣（アンタッチャブル）、眞鍋かをり                           | |                   |
| 120               | 8月13日           | 田牧そら          | 「夏休み!番組史上最長78分おでかけSP」       | 梅沢富美男、若槻千夏、岩井勇気（ハライチ）、桜井日奈子                     | 78分スペシャル。ノブが右椎骨動脈解離の治療で番組収録を欠席したため（番組冒頭のVTRのみ出演）、カネオくんの代役を小木博明（おぎやはぎ）が担当した。 |                   |
| 121               | 8月27日           | 田牧そら          | 「プロフェッショナル〜お金の流儀〜職人技!」 | 沢村一樹、大沢あかね、伊集院光                                             | カネオくんの代役を山崎弘也（アンタッチャブル）が担当した                                                                                          |                   |
| 122               | 9月3日            | 田牧そら          | 「あのギョーザも“無人ビジネス"のヒミツ」    | 山崎弘也（アンタッチャブル）、坂下千里子、ゆうちゃみ                       | |                   |
| 123               | 9月10日           | 田牧そら          | 「命かけ!?高所メンテナンスのお金の秘密」    | 須賀健太、松村沙友理、カズレーザー（メイプル超合金）                       | |                   |
| 124               | 9月24日           | 田牧そら          | 「ウマイものづくし!物産展のお金の秘密」     | 石井亮次、矢沢心、河井ゆずる（アインシュタイン）                           | 、カネオくんの代わりに山崎弘也（アンタッチャブル）が担当。                                                                                        |                   |
| 125               | 10月1日           | 田牧そら          | 「実は…爆売れ!ペットボトルのお茶の秘密」    | 高畑淳子、hitomi、山崎弘也（アンタッチャブル）                             | [ 27 ] |                   |
| 126               | 10月8日           | 田牧そら          | 「どデカすぎる“巨大橋“のお金の秘密」        | かたせ梨乃、小木博明（おぎやはぎ）、島谷ひとみ                             | [ 28 ] |                   |
| 127               | 10月15日          | 田牧そら          | 「食卓で大活躍!チューブ調味料のお金の秘密」 | カンニング竹山、加藤ローサ、小瀧望                                         | [ 29 ] |                   |
| 128               | 10月22日          | 田牧そら          | 「特別大公開!国立図書館のお金の秘密」       | 濱田マリ、陣内智則、矢吹奈子                                               | [ 30 ] |                   |
| 129               | 11月5日           | 田牧そら          | 「食卓に欠かせない!“たまご“のお金の秘密」   | 武田真治、平子祐希（アルコ&ピース）、若槻千夏                              | [ 31 ] |                   |
| 130               | 11月12日          | 田牧そら          | 「日本を支える!“働く巨大船”のお金の秘密」   | 二階堂高嗣（kis-My-Ft2）、坂下千里子、岩井勇気（ハライチ）                 | [ 32 ] |                   |
| 131               | 11月26日          | 田牧そら          | 「ロマンスあふれる!”国宝“のお金の秘密」     | 伊集院光、前田敦子、宇垣美里                                               | [ 33 ] |                   |
| 132               | 12月3日           | 田牧そら          | 「空港も!温泉も!大掃除のお金の秘密」        | 松本利夫、高橋茂雄（サバンナ）、池田美優                                   | [ 34 ] |                   |
| 133               | 12月24日          | 田牧そら          | 「Xマス&年末年始のお金の秘密78分SP」        | 秋山竜次（ロバート）、若槻千夏、カズレーザー（メイプル超合金）、ゆうちゃみ | [ 35 ] |                   |

| 2023年（令和5年） | 2023年（令和5年） | 2023年（令和5年） | 2023年（令和5年）                             | 2023年（令和5年）                                                              | 2023年（令和5年） | 2023年（令和5年） |
| 回                | 放送日            | 日直アシスタント  | サブタイトル                                  | ゲスト                                                                         | 備考              |                   |
| ----------------- | ----------------- | ----------------- | --------------------------------------------- | ------------------------------------------------------------------------------ | ----------------- | ----------------- |
| 134               | 1月7日            | 田牧そら          | 「魁惑のエンタメ“サーカス”のお金の秘密」      | 草野仁、田中直樹（ココリコ）、新内眞衣                                         | [ 36 ]            |                   |
| 135               | 1月14日           | 田牧そら          | 「イメージ激変!”ゴミ処理場”のお金の秘密」     | かたせ梨乃、井上和香、後藤拓実（四千頭身）                                     | [ 37 ]            |                   |
| 136               | 1月21日           | 田牧そら          | 「超国民的おかず”ウィンナー“のお金の秘密」    | 小池徹平、北斗晶、シュウペイ（ぺこぱ）                                         | [ 38 ]            |                   |
| 137               | 1月28日           | 田牧そら          | 「スター動物がいっぱい!動物園のお金の秘密」   | 勝村政信、柴田英嗣（アンタッチャブル）、藤田ニコル                             | [ 39 ]            |                   |
| 138               | 2月11日           | 田牧そら          | 「早い安いうまい!立ち食いそばのお金の秘密」   | 小手伸也、眞鍋かをり、河井ゆずる（アインシュタイン）                           | [ 40 ]            |                   |
| 139               | 2月18日           | 田牧そら          | 「ごはんのおとも!ふりかけのお金のヒミツ」     | 井森美幸、ヒコロヒー、佐藤景瑚                                                 | [ 41 ]            |                   |
| 140               | 3月11日           | 田牧そら          | 「知られざる!”東京地下迷宮“のお金の秘密」     | 梅沢富美男、伊集院光、坂下千里子、田中美久                                     | 、85分SP          |                   |
| 141               | 3月18日           | 田牧そら          | 「え!ここまで進化!?エレベーターのお金の秘密」 | IKKO、小木博明（おぎやはぎ）、生見愛瑠                                         | [ 43 ]            |                   |
| 142               | 3月25日           | 田牧そら          | 「世代を超え大人気!ヨーグルトのお金の秘密」   | 高畑淳子、藤本敏史（FUJIWARA）、磯山さやか                                     | [ 44 ]            |                   |
| 143               | 4月1日            | 田牧そら          | 「いま急増中!“フード自販機”のお金の秘密」     | 市川猿之助、森田哲矢（さらば青春の光）、乙葉                                   | [ 45 ]            |                   |
| 144               | 4月8日            | 田牧そら          | 「夜景だけじゃない「工業地帯」のお金の秘密」  | カンニング竹山、松本利夫、池田美優                                             | [ 46 ]            |                   |
| 145               | 4月22日           | 田牧そら          | 「命がけのプロを育てる!養成所のお金の秘密」   | かたせ梨乃、吉村崇（平成ノブシコブシ）、藤本美貴                               | [ 47 ]            |                   |
| 146               | 5月6日            | 田牧そら          | 「子供が行列!人気スポットのお金の秘密」       | 大沢あかね、小木博明（おぎやはぎ）、DAIGO、松村北斗                            | 、70分SP          |                   |
| 147               | 5月13日           | 田牧そら          | 「最後の秘境!南極の昭和基地のお金の秘密」     | 勝村政信、中岡創一（ロッチ）、堀未央奈                                         | [ 49 ]            |                   |
| 148               | 5月20日           | 田牧そら          | 「甘くておいし〜い!ドーナツのお金のヒミツ」   | あの、伊集院光、ギャル曽根                                                     | [ 50 ]            |                   |
| 149               | 5月27日           | 田牧そら          | 「ここまで進化!?ガムテープのお金のヒミツ」    | 板垣李光人、高橋茂雄（サバンナ）、藤本美貴                                     | [ 51 ]            |                   |
| 150               | 6月10日           | 田牧そら          | 「街の信号機いくらするか知ってます?」         | 梅沢富美男、小木博明（おぎやはぎ）、秋元真夏                                   | [ 52 ]            |                   |
| 151               | 6月17日           | 田牧そら          | 「愛され!激うま!ご当地ラーメン」              | 榊原郁恵、とにかく明るい安村、八木勇征                                         | [ 53 ]            |                   |
| 152               | 6月24日           | 田牧そら          | 「外国人が絶対買う!日本のお土産とは!?」       | かたせ梨乃、後藤真希、屋敷裕政（ニューヨーク）                                 | [ 54 ]            |                   |
| 153               | 7月1日            | 田牧そら          | 「あなたはまだ本当”燕三条“を知らない」        | 筧美和子、高橋克実、田中直樹（ココリコ）                                       | [ 55 ]            |                   |
| 154               | 7月8日            | 田牧そら          | 「出汁(だし)!うま味!昆布がとにかくスゴい!」   | 秋山竜次（ロバート）、近藤千尋、三浦りょう太                                   | [ 56 ]            |                   |
| 155               | 7月15日           | 田牧そら          | 「うなぎ!うなぎ!みんな大好き鰻（うなぎ）」    | ギャル曽根、橋本直（銀シャリ）、松岡充                                         | [ 57 ]            |                   |
| 156               | 7月22日           | 田牧そら          | 「マンホール!路面標示!街のアレSP」            |                                                                                | [ 58 ]            |                   |
| 157               | 8月19日           | 田牧そら          | 「パラスポーツ!車いすに義足に進化がすごい」   | 猪狩ともか、河井ゆずる（アインシュタイン）、北斗晶                             | [ 59 ]            |                   |
| 158               | 9月2日            | 田牧そら          | 「砂漠マラソン!崖飛込み!過酷レースの世界」    | カズレーザー（メイプル超合金）、木村柾哉、SHELLY                               | [ 60 ]            |                   |
| 159               | 9月16日           | 田牧そら          | 「3Dに!手書きに!看板がとにかくすごい」        | 伊集院光、高橋ユウ、速水もこみち                                               | [ 61 ]            |                   |
| 160               | 9月23日           | 田牧そら          | 「いろんな秋のお金のヒミツを大発見SP!」       | あの、DAIGO、藤本美貴、渡辺隆（錦鯉）                                          | 、80分SP          |                   |
| 161               | 9月30日           | 田牧そら          | 「豪快ー本釣り!今が旬!カツオのお金の秘密」    | 家入レオ、陣内智則、高畑淳子                                                   | [ 63 ]            |                   |
| 162               | 10月7日           | 田牧そら          | 「食欲の秋!日本全国“ご当地パン”大調査」       | 小木博明（おぎやはぎ）、乙葉、渡邉理佐                                         | [ 64 ]            |                   |
| 163               | 10月14日          | 田牧そら          | 「藤井八冠誕生で注目!将棋対局のお金の秘密」   | 草野仁、大沢あかね、高橋茂雄（サバンナ）                                       | [ 65 ]            |                   |
| 164               | 10月21日          | 田牧そら          | 「ピンチに負けるな!ローカル線のお金の秘密」   | カンニング竹山、樋口日奈、眞鍋かをり                                           | [ 66 ]            |                   |
| 165               | 10月28日          | 田牧そら          | 「進化がすごい今どきの豆腐、お金ヒミツ」      | 大久保佳代子（オアシズ）、カズレーザー（メイプル超合金）、セントチヒロ・チッチ | [ 67 ]            |                   |
| 166               | 11月4日           | 田牧そら          | 「紅葉の秋の最強レジャー!登山のお金の秘密」   | 池田美優、坂下千里子、塚地武雅（ドランクドラゴン）                             | [ 68 ]            |                   |
| 167               | 11月11日          | 田牧そら          | 「時代を見つめる東京タワー、お金のヒミツ」    | かたせ梨乃、田中直樹（ココリコ）、百田夏菜子                                   | [ 69 ]            |                   |
| 168               | 11月18日          | 田牧そら          | 「劇的進化で世界が大注目!日本のプラモデル」   | 速水もこみち、新内眞衣、川島明（麒麟）                                         | [ 70 ]            |                   |
| 169               | 12月2日           | 田牧そら          | 「日本独自の進化!スパゲッティのお金の秘密」   | 小木博明（おぎやはぎ）、吉瀬美智子、前田拳太郎                                 | [ 71 ]            |                   |
| 170               | 12月9日           | 田牧そら          | 「建築!医療!食品!ロボットのお金の秘密」       | 勝村政信、影山優佳、盛山晋太郎（見取り図）                                     | [ 72 ]            |                   |
| 171               | 12月23日          | 田牧そら          | 「年末クセつよ祭り&紅白SP!お金のヒミツ」      | 榊原郁恵、木村昴、藤本美貴、小木博明（おぎやはぎ）                             | 78分SP。          |                   |

| 2024年（令和6年） | 2024年（令和6年） | 2024年（令和6年） | 2024年（令和6年）                                       | 2024年（令和6年）                                                     | 2024年（令和6年）                | 2024年（令和6年） |
| 回                | 放送日            | 日直アシスタント  | サブタイトル                                            | ゲスト                                                                | 備考                             |                   |
| ----------------- | ----------------- | ----------------- | ------------------------------------------------------- | --------------------------------------------------------------------- | -------------------------------- | ----------------- |
| 172               | 1月6日            | 田牧そら          | 「2024年新春!冬のお金のヒミツSP」                       | 伊集院光、井森美幸、木村柾哉、菅井友香                                | [ 74 ]                           |                   |
| 173               | 1月13日           | 田牧そら          | 「特別編!大みそかの紅白裏側に密着SP!」                  |                                                                       | [ 75 ]                           |                   |
| 174               | 1月20日           | 田牧そら          | 「特別編!超過酷クセつよレース大公開SP!」                |                                                                       | [ 76 ]                           |                   |
| 175               | 1月27日           | 田牧そら          | 「とろ〜り甘い「はちみつ」のお金のヒミツ」              | 池田美優、大竹一樹（さまぁ～ず）、山本浩司（タイムマシーン3号）       | [ 77 ]                           |                   |
| 176               | 2月3日            | 田牧そら          | 「激アツ!カネオ的最強のお城ガイド2024」                 | 石原良純、眞鍋かをり、村上（マヂカルラブリー）                        | [ 78 ]                           |                   |
| 177               | 2月10日           | 田牧そら          | 「特別編!アレを作る驚きの工場に潜入SP!!」               |                                                                       | [ 79 ]                           |                   |
| 178               | 2月17日           | 田牧そら          | 「世界が大注目!最新おにぎりのお金のヒミツ」             | DAIGO、北斗晶、カズレーザー（メイプル超合金）                         | [ 80 ]                           |                   |
| 179               | 3月2日            | 田牧そら          | 「スゴいぞすばる望遠鏡!星空のお金のヒミツ」             | 坂下千里子、桜井日奈子、平子祐希（アルコ&ピース）                     | [ 81 ]                           |                   |
| 180               | 3月9日            | 田牧そら          | 「外国人が殺到!『かっぱ橋』のお金のヒミツ」             | 高山一実、田中直樹（ココリコ）、松本利夫                              | [ 82 ]                           |                   |
| 181               | 3月16日           | 田牧そら          | 「78分拡大版!春休み“お金のヒミツ”SP」                   | 速水もこみち、山崎弘也（アンタッチャブル）、若槻千夏、渡邉美穂        | [ 83 ]                           |                   |
| 182               | 4月13日           | 田牧そら          | 「"カワイイ”の最前線!ネイルのお金の秘密」               | 今井アンジェリカ、小木博明（おぎやはぎ）、かたせ梨乃                  | [ 84 ]                           |                   |
| 183               | 4月20日           | 田牧そら          | 「お金集めの新常識!クラウドファンディング」             | 池田美優、小倉優子、柴田英嗣（アンタッチャブル）                      | [ 85 ]                           |                   |
| 184               | 4月27日           | 田牧そら          | 「カジュアルに進化中!天ぷらのお金の秘密」               | 伊集院光、高橋克実、田中美久                                          | [ 86 ]                           |                   |
| 185               | 5月11日           | 田牧そら          | 「劇的進化!令和のビジネスホテルのお金の秘密」           | 秋元真夏、尾上右近、陣内智則                                          | [ 87 ]                           |                   |
| 186               | 5月18日           | 田牧そら          | 「カネオ的最強スイーツガイド2024」                      | 塚地武雅（ドランクドラゴン）、矢田亜希子、ゆうちゃみ                  | [ 88 ]                           |                   |
| 187               | 5月25日           | 田牧そら          | 「人気上昇中!オーケストラのお金のヒミツ」               | 伊藤俊介（オズワルド）、小池徹平、本仮屋ユイカ                        | [ 89 ]                           |                   |
| 188               | 6月1日            | 田牧そら          | 「不動の人気!黒部ダムを大調査」                         | 榊原郁恵、新内眞衣、村上（マヂカルラブリー）                          | [ 90 ]                           |                   |
| 189               | 6月8日            | 田牧そら          | 「世界を注目!災害時に活躍する日本の技術」               | 王林、カンニング竹山、ユージ                                          | [ 91 ]                           |                   |
| 190               | 6月15日           | 田牧そら          | 「驚きの神業大連発!中古市場を支える修理人」             | 柏木由紀、藤本美貴、渡辺隆（錦鯉）                                    | [ 92 ]                           |                   |
| 191               | 6月22日           | 田牧そら          | 「静かなブームが到来!陶芸のお金のヒミツ」               | 高城れに（ももいろクローバーZ）、高畑淳子、西田幸治（笑い飯）         | [ 93 ]                           |                   |
| 192               | 6月29日           | 田牧そら          | 「日本の物流を支えるトラックのお金のヒミツ」            | 大久保佳代子（オアシズ）、国本梨紗、速水もこみち                      | [ 94 ]                           |                   |
| 193               | 7月6日            | 田牧そら          | 「知っているようで知らない!「牛乳」最前線」             | 相武紗季、菊地亜美、酒井貴士（ザ・マミィ）                            | [ 95 ]                           |                   |
| 194               | 7月13日           | 田牧そら          | 「特別編!暮らしを支える匠の技スペシャル」               |                                                                       | [ 96 ]                           |                   |
| 195               | 7月20日           | 田牧そら          | 「新競技や注目選手を大調査!パリ五輪直前SP」             | 小木博明（おぎやはぎ）、かたせ梨乃、坂下千里子                        | [ 97 ]                           |                   |
| 196               | 8月24日           | 田牧そら          | 「夏休み!お出かけスポットのお金のヒミツSP」             | 飯尾和樹（ずん）、齊藤京子、山崎弘也（アンタッチャブル）、EXILE NAOTO | 82分スペシャル （19:30 - 20:52） |                   |
| 197               | 8月31日           | 田牧そら          | 「いま人気沸騰中!町中華のお金の秘密に迫る!」            | 昴生（ミキ）、沢村一樹、北斗晶                                        | [ 99 ]                           |                   |
| 198               | 9月7日            | 田牧そら          | 「世界が鷲く!『日本のスゴ技』のお金の秘密」             | 志田未来、関根勤、田中直樹（ココリコ）                                | [ 100 ]                          |                   |
| 199               | 9月23日（月曜日） |                   | 「有吉の世界の子どもたちに突撃!カネオファミリー」       | 伊集院光、菊地亜美、松本利夫                                          | [ 101 ]                          |                   |
| 200               | 9月28日           | 田牧そら          | 「カネオくんに過去出演のクセつよマニアをプレイバック!」 |                                                                       | [ 102 ]                          |                   |
| 201               | 9月28日           | 田牧そら          | 「日本のカルチャー「漫画」のお金のヒミツ」              | 伊集院光、菅田愛貴（超ときめき♡宣伝部）、山下健二郎                   | [ 103 ]                          |                   |
| 202               | 10月5日           | 田牧そら          | 「熱海の奇跡!“どん底からの復活劇”のお金の秘密」         | 勝村政信、河井ゆずる（アインシュタイン）、新内眞衣                    | [ 104 ]                          |                   |
| 203               | 10月12日          | 田牧そら          | 「取材で出会った少し変わったお仕事を紹介!」             |                                                                       | [ 105 ]                          |                   |
| 204               | 10月19日          | 田牧そら          | 「驚きの凄技続々!クセつよコンテストに潜入」             | 柏木悠（超特急）、榊原郁恵、楢原真樹（ヤーレンズ）                    | [ 106 ]                          |                   |
| 205               | 11月2日           | 田牧そら          | 「プリップリで大人気!ホタテのお金の秘密!」              | 大沢あかね、小池徹平、村上（マヂカルラブリー）                        | [ 107 ]                          |                   |
| 206               | 11月16日          | 田牧そら          | 「大人気!女子プロレスのお金の秘密に迫る!」              | 秋元真夏、関根勤、西田幸治（笑い飯）                                  | [ 108 ]                          |                   |
| 207               | 11月23日          | 田牧そら          | 「大きく様変わりする「お墓」のお金のヒミツ」            | 小木博明（おぎやはぎ）、坂下千里子、真琴つばさ                        | [ 109 ]                          |                   |
| 208               | 11月30日          | 田牧そら          | 「驚きの工夫が続々!「お弁当」のお金の秘密」             | 井森美幸、関太（タイムマシーン3号）、ゆうちゃみ                       | [ 110 ]                          |                   |
| 209               | 12月14日          | 田牧そら          | 「日本の海を守るプロ集団!海上保安庁SP」                 | 寺尾香信、長谷川潤、水田信二                                          | [ 111 ]                          |                   |
| 210               | 12月21日          | 田牧そら          | 「めざまし進化！「文房具」のお金のヒミツ」              | 桜木心菜（私立恵比寿中学）、DAIGO、森田哲矢（さらば青春の光）         | [ 112 ]                          |                   |

| 2025年（令和7年） | 2025年（令和7年） | 2025年（令和7年） | 2025年（令和7年）                            | 2025年（令和7年）                                                       | 2025年（令和7年） | 2025年（令和7年） |
| 回                | 放送日            | 日直アシスタント  | サブタイトル                                 | ゲスト                                                                  | 備考              |                   |
| ----------------- | ----------------- | ----------------- | -------------------------------------------- | ----------------------------------------------------------------------- | ----------------- | ----------------- |
| 211               | 1月11日           | 田牧そら          | 「2025年新春”お金のヒミツ“SP」               | 飯尾和樹（ずん）、檀れい、みりちゃむ、八木勇征                          | [ 113 ]           |                   |
| 212               | 1月18日           | 田牧そら          | 「第2弾『アイデア文房具』のお金のヒミツ」    | 大久保佳代子（オアシズ）、田中直樹（ココリコ）、松村沙友理              | [ 114 ]           |                   |
| 213               | 1月25日           | 田牧そら          | 「空前のブーム到来!『グミ』のお金のヒミツ」  | かたせ梨乃、塚地武雅（ドランクドラゴン）、譜久村聖                      | [ 115 ]           |                   |
| 214               | 2月1日            | 田牧そら          | 「クロスワードパズルのお金の秘密に迫る!」    | 高橋克実、長谷川忍（シソンヌ）、眞鍋かをり                              | [ 116 ]           |                   |
| 215               | 2月8日            | 田牧そら          | 「旅行先として大人気!タイのお金のヒミツ」    | 梅沢富美男、向井慧（パンサー）、百田夏菜子（ももいろクローバーZ）       | [ 117 ]           |                   |
| 216               | 2月15日           | 田牧そら          | 「特別編 アイデア満載!文房具のお金のヒミツ」 |                                                                         | [ 118 ]           |                   |
| 217               | 2月22日           | 田牧そら          | 「豪雪地帯&スキー場で大活躍!雪の仕事人SP」   | 井森美幸、王林、吉村崇（平成ノブシコブシ）                              | [ 119 ]           |                   |
| 218               | 3月1日            | 田牧そら          | 「おいしさの工夫が特盛り!駅弁のお金の秘密」  | 木村昴、橋本直（銀シャリ）、藤本美貴                                    | [ 120 ]           |                   |
| 219               | 3月8日            | 田牧そら          | 「ブー厶再燃中!ギターのお金の秘密」          | 伊集院光、中川心（あまいものつめあわせ）、山本浩司（タイムマシーン3号） | [ 121 ]           |                   |
| 220               | 3月15日           | 田牧そら          | 「2025年春休み お金のヒミツSP」              | 後藤真希、谷まりあ、西田幸治（笑い飯）、速水もこみち                    | [ 122 ]           |                   |

#### 日曜 18:15 - 18:43 時代
| 2025年（令和7年） | 2025年（令和7年） | 2025年（令和7年） | 2025年（令和7年）                            | 2025年（令和7年）                                          | 2025年（令和7年）              | 2025年（令和7年） |
| 回                | 放送日            | 日直アシスタント  | サブタイトル                                 | ゲスト                                                     | 備考                           |                   |
| ----------------- | ----------------- | ----------------- | -------------------------------------------- | ---------------------------------------------------------- | ------------------------------ | ----------------- |
| 221               | 4月6日            | 田牧そら          | 「今や国民食!『カレー』のお金のヒミツ」      | ギャル曽根、ビビる大木、山下健二郎                         | この放送日から日曜放送である。 |                   |
| 222               | 4月13日           | 田牧そら          | 「旅館のお金の秘密に迫る!意外な情報満載!」   | 坂下千里子、佐野雄大（INI）、陣内智則                      | [ 124 ]                        |                   |
| 223               | 4月20日           | 田牧そら          | 「高い技術を持つ町工場のお金のヒミツ」       | 小木博明（おぎやはぎ）、松村沙友理、ユージ                 | [ 125 ]                        |                   |
| 224               | 4月27日           | 田牧そら          | 「子どもたちのワンダーランド!駄菓子屋さん」  | 秋元真夏、ウエンツ瑛士、森田哲矢（さらば青春の光）         | [ 126 ]                        |                   |
| 225               | 5月4日            | 田牧そら          | 「見て楽しい!食べておいしい!あめ細工」       | サーヤ（ラランド）、鈴木浩介、芹澤もあ（ukka）             | [ 127 ]                        |                   |
| 226               | 5月11日           | 田牧そら          | 「日本席巻!令和のハンバーガーブーム」        | NAOTO（EXILE）、堀未央奈、山崎弘也（アンタッチャブル）     | [ 128 ]                        |                   |
| 227               | 5月18日           | 田牧そら          | 「鷲きの連続!メガネのお金のヒミツに迫る!」   | 小木博明（おぎやはぎ）、川島海荷、小手伸也                 | [ 129 ]                        |                   |
| 228               | 5月25日           | 田牧そら          | 「街乗りからレジャーまで!進化する自転車!」   | 長谷川忍（シソンヌ）、松本利夫（EXILE）、若槻千夏          | [ 130 ]                        |                   |
| 229               | 6月1日            | 田牧そら          | 「ごはんのおとも『漬けもの』のお金のヒミツ」 | 伊集院光、大沢あかね、檀れい                               | [ 131 ]                        |                   |
| 230               | 6月8日            | 田牧そら          | 「おいしくて大満足!進化する学食のヒミツ」    | おいでやす小田、生田絵梨花、小倉優子                       | [ 132 ]                        |                   |
| 231               | 6月15日           | 田牧そら          | 「子どもも大人も夢中! 最新ゲームのヒミツ」   | 西田幸治（笑い飯）、高橋克実、桐谷美玲                     | [ 133 ]                        |                   |
| 232               | 6月22日           | 田牧そら          | 「進化が止まらない!夏野菜の定番『トマト』」  | 石田ニコル、榊原郁恵、良ちゃん（鬼越トマホーク）           | [ 134 ]                        |                   |
| 233               | 6月29日           | 田牧そら          | 「みんな大好き!ご当地銘菓のお金のヒミツ!」   | 狩野英孝、森田哲矢（さらば青春の光）、遼河はるひ、若槻千夏 | [ 135 ]                        |                   |
| 234               | 7月13日           | 田牧そら          | 「まだまだあった!ご当地銘菓のお金のヒミツ」  | 狩野英孝、森田哲矢（さらば青春の光）、遼河はるひ、若槻千夏 | [ 136 ]                        |                   |
| 235               | 7月20日           | 田牧そら          | 「技ありアイテム続々!キャンプの最前線」      | 駿河太郎]、信子（ぱーてぃーちゃん）、本仮屋ユイカ          | [ 137 ]                        |                   |
| 236               | 7月27日           | 田牧そら          | 「世界に誇る!日本のトンネル技術の最前線」    | 鈴木浩介、藤本美貴、渡辺隆（錦鯉）                         | [ 138 ]                        |                   |
| 237               | 8月3日            | 田牧そら          | 「スゴ技連発!職人が作ったカネオくんSP!」     |                                                            | [ 139 ]                        |                   |

## スタッフ
2021年4月以降
- 構成：木南広明【毎週】、しゃーくおかだ、田中裕作、高倉俊祐、福岡ナヲト、狩野孝彦【週替り】
- キャラクター制作：ODDJOB
- CG制作：81プロデュース
- 技術：佐俣芳和
- 美術：青木真由美
- 編集：村上蒼太
- 音響効果：荒川きよし
- リサーチャー：松村由紀江
- ディレクター[注 14]：雨宮佑介、犬飼義啓（ケイマックス）、坂本篤、藤野智光（うずまき）、後閑雄介、栗原潤、大塚太智、丸木翔太（Award of Life）、奥野祐土、丸山耕弥、林口広平【週替り】
- 演出：青木達生【毎週】、田中真之、篠崎友和、北村高雄（以前はディレクター[注 14]）、東隆志（BULL PASSION）、加藤昌之（FAN・DREAM、以前はディレクター[注 14]）、真鍋正孝【週替り】
- プロデューサー：津島彩乃（UNITED PRODUCTIONS）【毎週】、大内登（SWEAT）、髙橋隼人、許仁卿󠄁、河村由香、伊藤睦、伊藤鮎佳（ブレイン・コミュニケーションズ）【週替り】
- 制作統括：河瀬大作、磯田美菜【週替り】、林幹雄【毎週】
- 制作協力：UNITED PRODUCTIONS[注 15]【毎週】、SWEAT、クリエイターズマネジメント、ブレイン・コミュニケーションズ【週替り】
- 制作：NHKエンタープライズ
- 制作著作：NHK

過去のスタッフ
- 構成：米田医篤、平田喜之、佐藤大地、坂本龍二
- CG制作：1981GROUPHOLDINGS
- 技術：高橋明
- 音響効果：安田桂一
- キャスティング：川嶋典子
- ディレクター[注 14]：佐藤真吾、永井裕史、佐々木泰知、吉田陵、境太資、木村英貴（FAT TRUNK）、平野良、清水裕香、森脇美樹、吉本竜二、柴山凌、瀧本卓（CRANKY）、桑原愛希（FAT TRUNK）、家田洋一、川岸昌嗣
- 演出：鴨田一樹、奈良部隆久、鳥越一夫（FAT TRUNK）、河合優（ブレイン・コミュニケーションズ）、萩森豪（FIREBUG）
- プロデューサー：大隅一郎、高川浩子（UNITED PRODUCTIONS）、住田雄一（FAT TRUNK）、安部公代、井手俊輔（FAT TRUNK）
- 制作統括：村松秀、大坪鋭郎、池田由紀
- 制作協力：FAT TRUNK